# Hétephernebty
Hétephernebty est la sœur puis l'épouse de Djéser, roi de la IIIe dynastie, fille de Khâsekhemouy et mère d'au moins une princesse en la personne d'Initkaes.

## Attestations
La reine est attestée sur deux types de documents :
- la reine est citée sur les relativement nombreuses bornes du complexe funéraire de Djéser à Saqqarah, qui portent toute une inscription identique comprenant, entre autres, le serekh de Djéser, puis « celle qui voit Horus, la fille royale, Hétephernebty », suivi de « la fille royale Initkaes »[1],[2] ;
- un fragment d'un bloc faisant partie à l'origine du sanctuaire construit par Djéser à Héliopolis ; sur ce bloc sont représentées, de gauche à droite, les figures de « la fille royale Initkaes » puis de « celle qui voit Horus, Hétephernebty », les jambes de Djéser et enfin, enlaçant ces dernières, la figure d'une princesse dont le nom fortement endommagé a été reconstruit par Ann Macy Roth comme Nyânkh-Hathor[3],[2].

## Généalogie
Les documents précédents permettent de reconstituer la généalogie suivante, :
- son titre de « fille royale » fait d'elle la fille d'un roi, le contexte permet de déduire qu'il s'agit de Khâsekhemouy, dernier roi de la IIe dynastie ; cela fait donc d'elle la sœur ou demi-sœur de Djéser ; le nom de sa mère est par contre totalement inconnu, peut-être s'agit-il de la mère de Djéser, Nimaâthâpy ;
- son titre de « celle qui voit Horus » fait d'elle l'épouse d'un roi, le contexte permet de déduire qu'il s'agit de Djéser ;
- le fait qu'elle soit systématiquement accompagnée de « la fille royale Initkaes » fait de cette dernière très probablement sa fille ;
- la présence de la princesse Nyânkh-Hathor à l'écart du groupe Hétephernebty-Initkaes sur le bloc d'Héliopolis ne permet pas de s'assurer que cette dernière était sa fille, mais cela n'est pas non plus exclu.

## Sépulture
Initkaes a peut-être été enterrée dans l'une des galeries orientales numérotées I à V situées sous la pyramide de Djéser ; elles semblent en effet avoir servi à enterrer des membres de la famille royale.